# Hurtigruten

Itinerário da Hurtigruten

A Hurtigruten ou Hurtigruta é uma linha maritima ao longo da costa da Noruega, entre as cidades de Bergen e Kirkenes, vocacionada para o transporte de mercadorias, correio e passageiros, além de turistas.

Esta linha tem uma extensão de 2 400 km, e é servida por 11 navios, passando por pequenas e grandes localidades, por vários fiordes e por variadas ilhas.

A viagem Bergen-Kirkenes-Bergen leva 12 dias, parando os navios em 34 portos, dos quais 22 acima do Círculo Polar Ártico, e passando pelos fiordes de Nærøy, Geiranger e Trollfjorden.

## Mudando de nomes

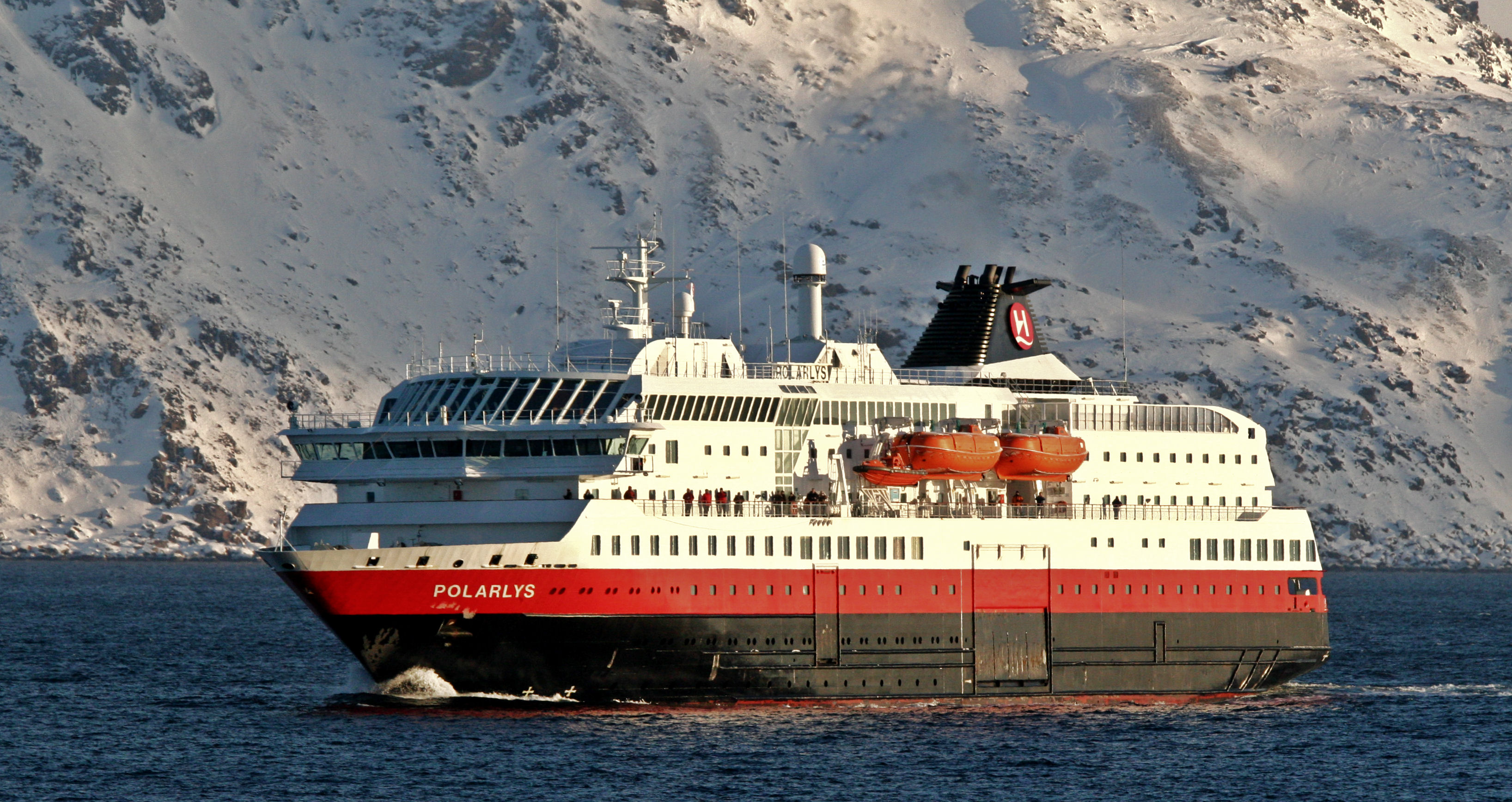
O navio M/S Polarlys na Linha de Hurtigruten.

O nome "Hurtigruten" significa literalmente "A linha rápida", e foi nomeada tal pelo estado norueguês, que, no final do século 19, oferecia subsídios para armadoras que pudessem manter uma linha marítima regular entre o sul (incialmente Trondheim) e o norte (inicialmente Hammerfest) da Noruega. Por mais do que 100 anos o nome então foi associado a qualquer navio ou empresa que fazia um roteiro semelhante e regular, com navios que transportavam principalmente passageiros, mas também quantias menores de carga. Em 2006 isso mudou, quando as últimas duas armadoras a manter navios na linha se juntaram para formar uma nova empresa, com o nome de Hurtigruten. O nome então passou a ter dono único. 
Porém em 2021 mudou outra vez, quando a armadora Havila entrou no mesmo ramo. Desde então o nome oficial da linha marítima em si é "Kystruten" (literamente "A linha costeira").

## Cidades servidas pela Hurtigruten
A linha marítima de Hurtigruten acessa as seguintes localidades norueguesas:

- Bergen
- Florø
- Måløy
- Torvik
- Ålesund
- Molde
- Kristiansund
- Trondheim
- Rørvik
- Brønnøysund
- Sandnessjøen
- Nesna
- Ørnes
- Bodø
- Stamsund
- Svolvær
- Stokmarknes
- Sortland
- Risøyhamn
- Harstad
- Finnsnes
- Tromsø
- Skjervøy
- Øksfjord
- Hammerfest
- Havøysund
- Honningsvåg
- Kjøllefjord
- Mehamn
- Berlevåg
- Båtsfjord
- Vardø
- Vadsø
- Kirkenes